# Jaecoo
A Jaecoo a kínai Chery járműgyártó márkája, amely 2023-ban debütált. A márkát azzal a céllal hozták létre, hogy SUV-kat forgalmazzon olyan exportpiacokon, mint Európa, Oroszország, Malajzia, Közel-Kelet, Dél-Afrika és Chile, Amerika és több piacon 2024 elején indulnak el.

## Történelem
2023 áprilisában a kínai Chery Automobile cég hivatalosan elindította két testvérautómárka létrehozását, amelyek más ágakkal ellentétben kizárólag az exportpiacokat szem előtt tartva jöttek létre. Létrehozásuk a 21. század második évtizedében elfogadott stratégia eredménye, amelynek célja, hogy 2030-ra évi 1,4 millió autót értékesítsenek. Az Omoda mellett Jaecoo is debütált, amelyet haszonelvűbb jellege és konvencionális modellstílusa különböztetett meg az elsőtől. A név a német "Jäger" ("vadász") és az angol "cool" ("cool") szó kombinációja. Akárcsak az Omoda esetében, az első Jaecoo modell egy kompakt SUV volt, amely már elérhető a kínai piacon Chery anyamárka alatt. A Jaecoo J7 a Chery Tansuo 06 exportváltozataként jött létre, más logókon kívül átalakított hűtőráccsal és lökhárítókkal is különbözik tőle.
A Genfi Autószalon Dohai katari rendezvényén a Jaecoo bemutatta második termékét, amelynek célja, hogy fokozatosan bővítse modellportfólióját a globális piacokon, Jaecoo J9, ismét egy létező termék exportváltozata – Chery Tiggo 9. A Jaecoo kínálata 2024 közepén tovább bővült, amikor áprilisban Jaecoo J6 néven bemutatták az elektromos crossover iCar 03 exportváltozatát. 2024 októberében mutatták be a negyedik terméket, amely ezúttal a Chery anyacsaládban nem volt megfelelője – a szubkompakt crossover Jaecoo J5.

### Piac lefedettsége

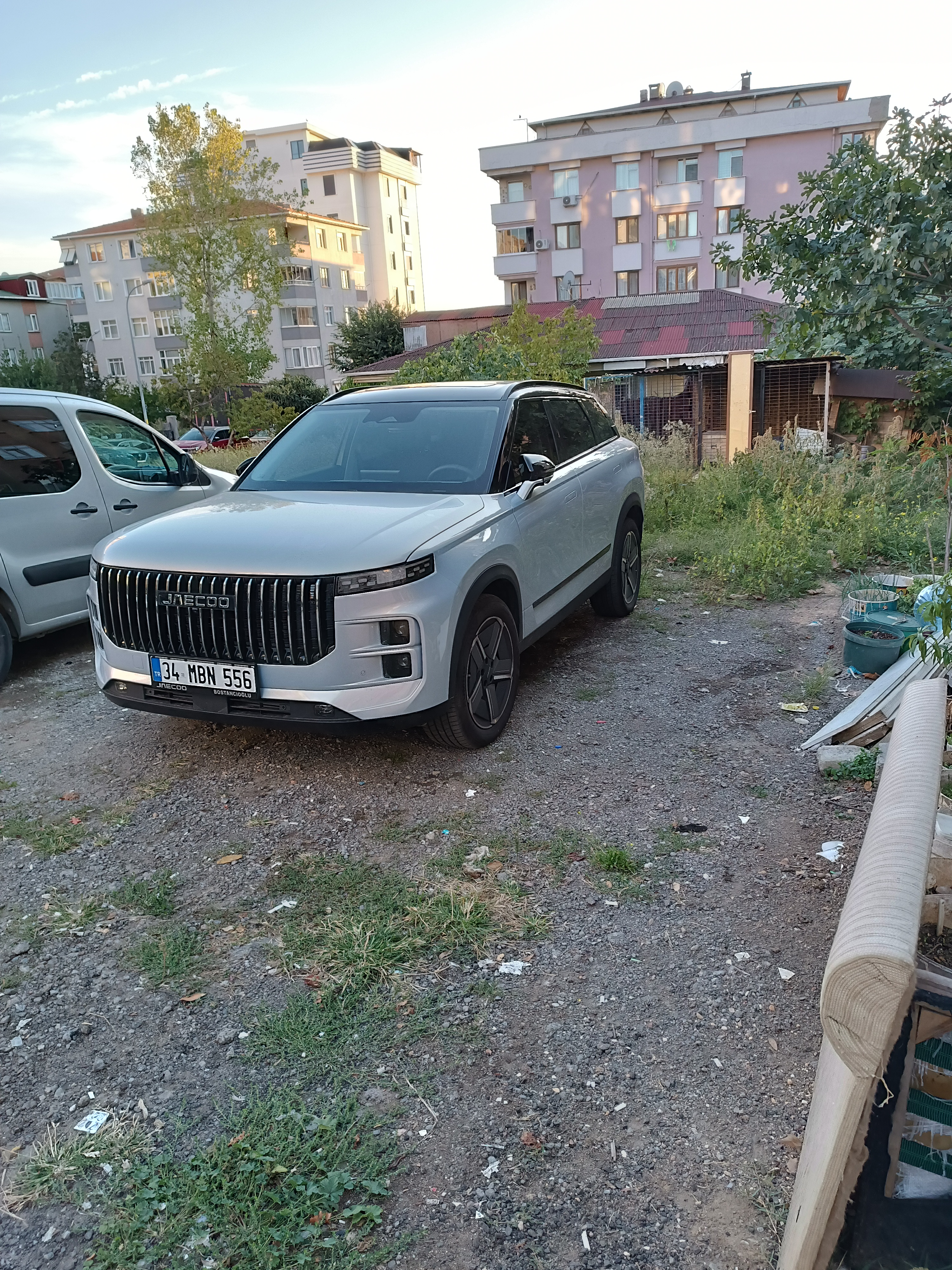
Jaecoo J7 Törökországban, Isztambulban

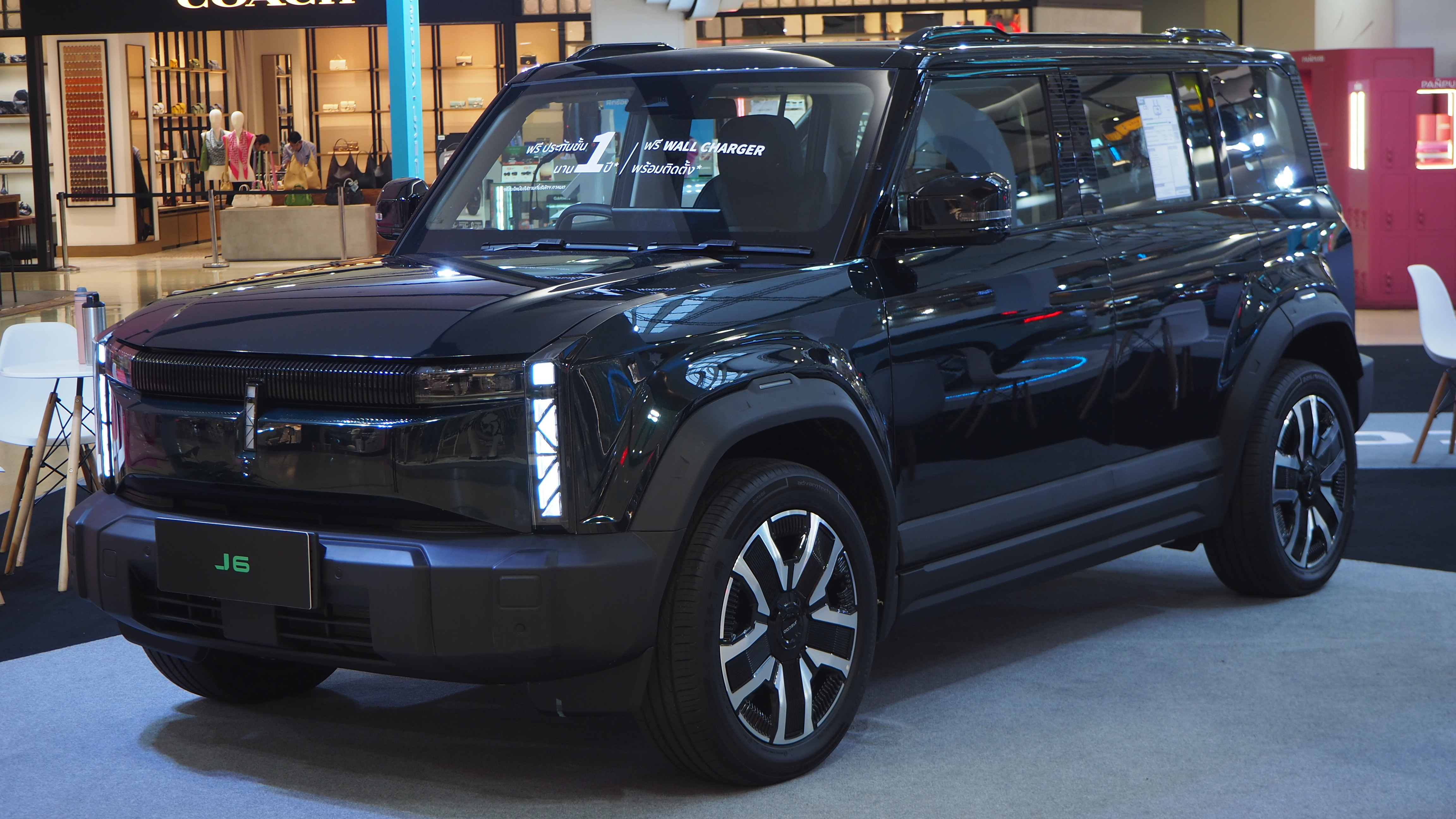
Jaecoo J6 a Central Plaza Ladpraoban, Bangkokban, Thaiföld

Bár a Jaecoo márka világpremierje 2023 áprilisában volt, ez az első év volt a piaci debütálásra ősszel csak a FÁK régió egyes piacain, például Oroszországban került sor vagy Kazahsztán. A globális Chery márka terjeszkedése 2024-ben felerősödött. Februárban a Jaecoo megkezdte az értékesítést Mexikóban. mint az első ország a latin-amerikai régióból, és egy hónappal később - Thaiföldre, mint Délkelet-Ázsia első országa. 2024 áprilisában a Jaecoo Afrikára is kiterjedt, kezdve a dél-afrikai piaccal, valamint Izrael. Júliusban a következő értékesítési régió a Közel-Kelet volt, kezdve Szaúd-Arábiával, 2024 második felében pedig a Jaecoo elkezdte forgalmazni az európai piacokon. Olaszországban kezdődött, átmenni többek között szeptemberben Spanyolországba vagy Lengyelország.

## Termékek

### Jelenlegi modellek
A Jaecoo első modellje a J7, egy átcímkézett Chery Tansuo 06, amelyet a J8 (egy átcímkézett Chery Tiggo 9) követett 2023 októberében a katari Genfi Autószalonon. A Jaecoo harmadik modellje a J6, egy újracímkézett iCar 03.
- Jaecoo J6, átcímkézve iCar 03 (2024-től napjainkig)[19]
- Jaecoo J7, újracímkézve Chery Tansuo 06 (2023-tól napjainkig)
- Jaecoo J8, újracímkézve Chery Tiggo 9 (2023-tól napjainkig)

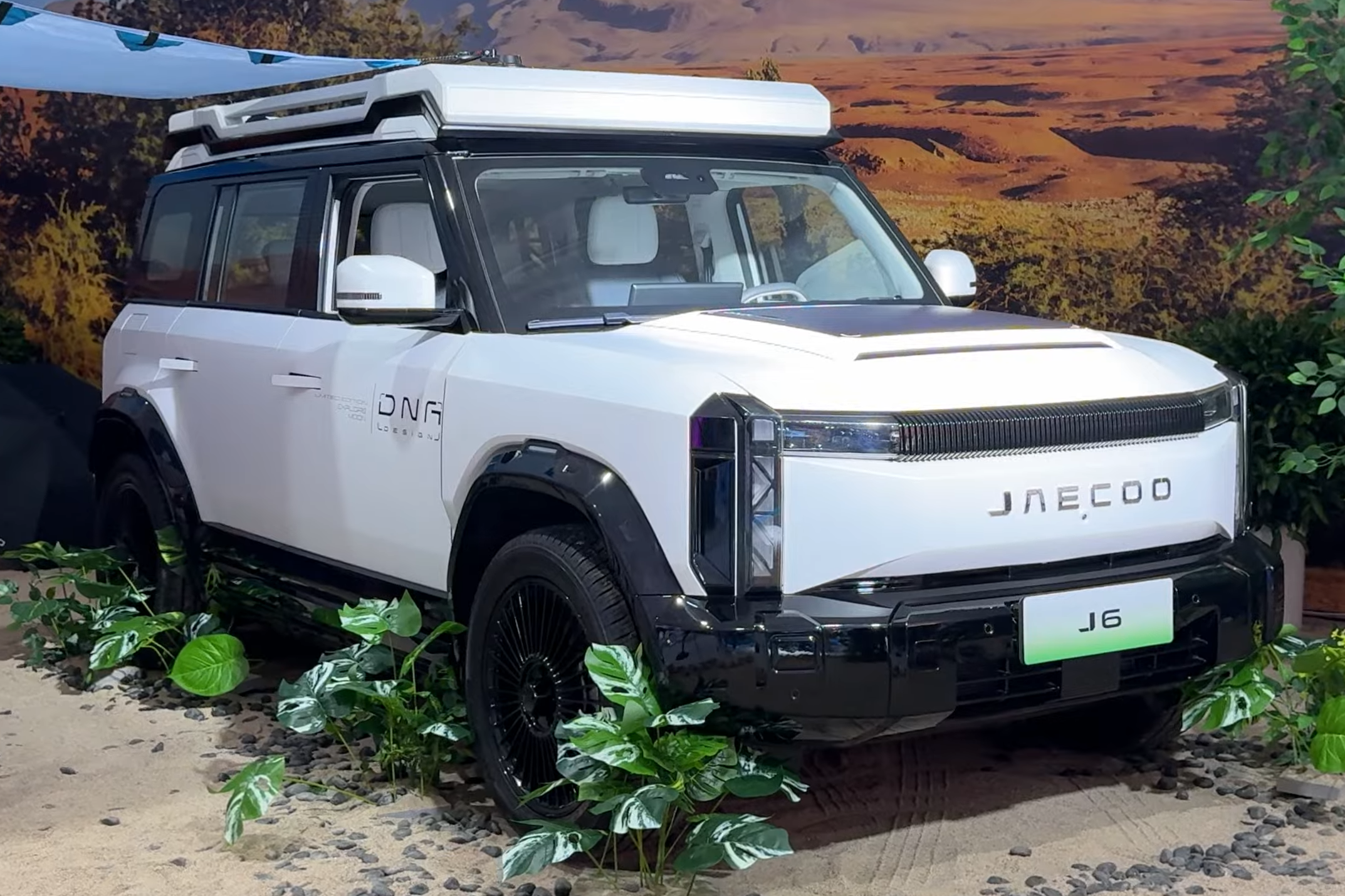
Jaecoo J6
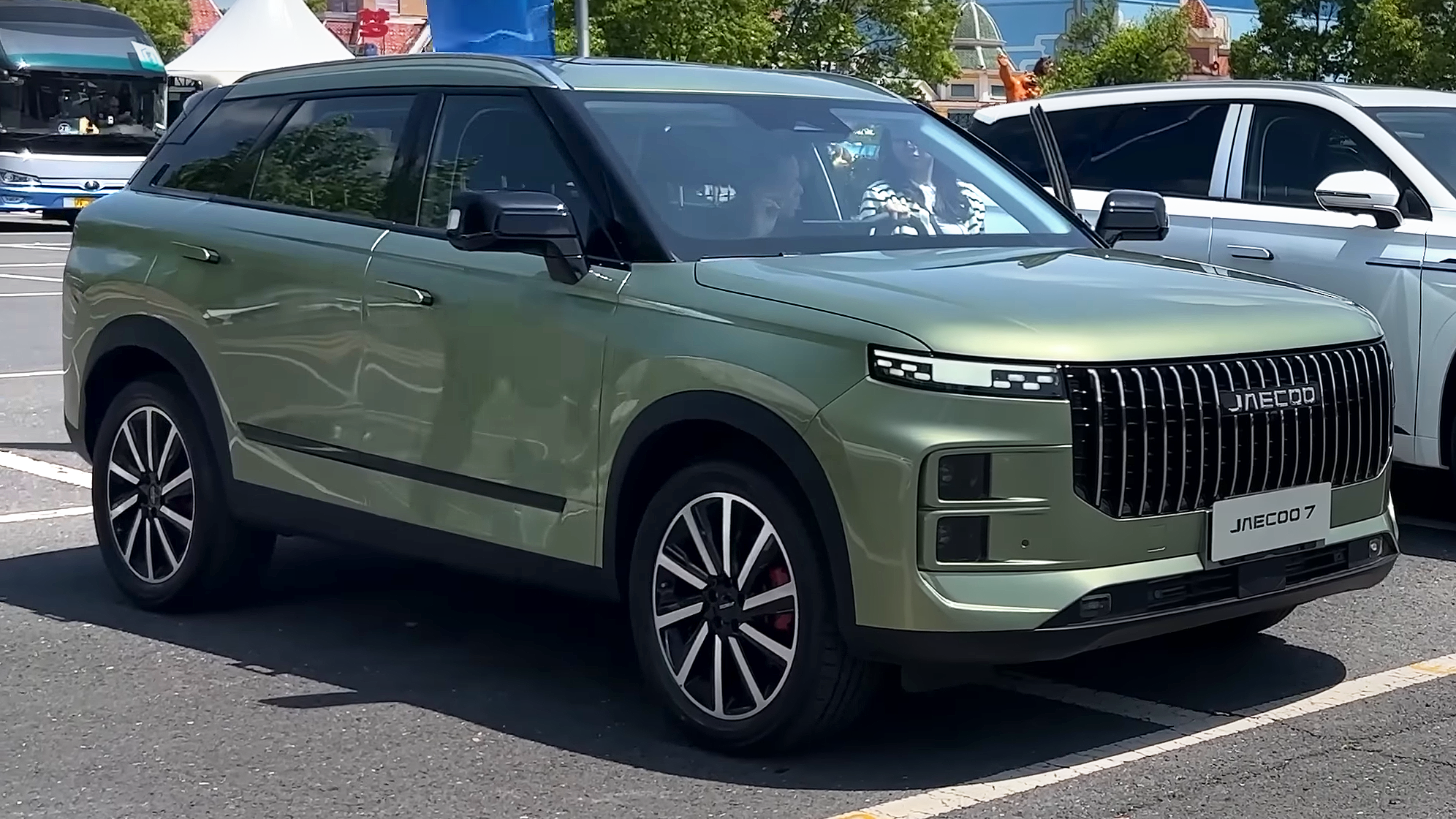
Jaecoo J7
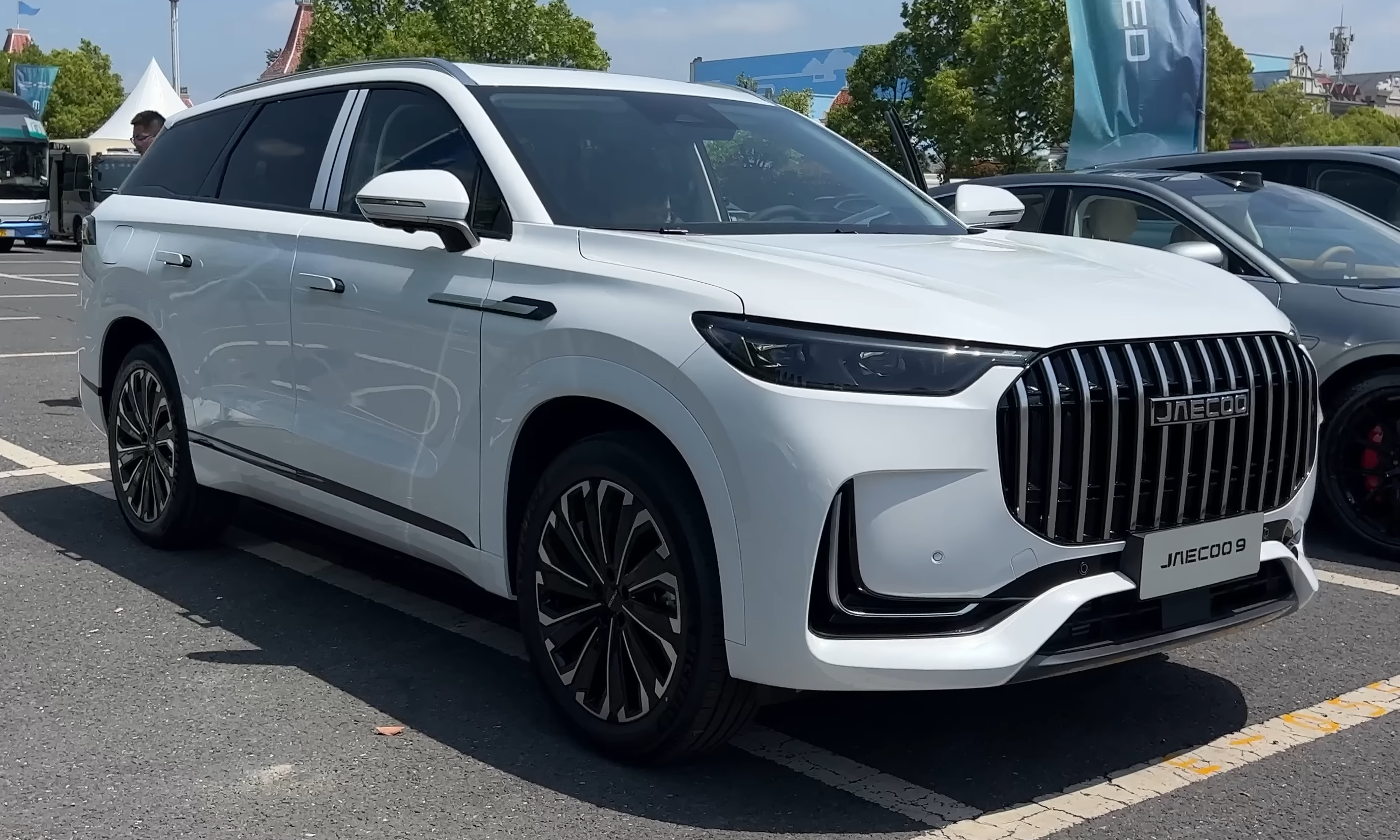
Jaecoo J8

### Tervezett modellek
- Jaecoo J5[20]